# Постпродукція

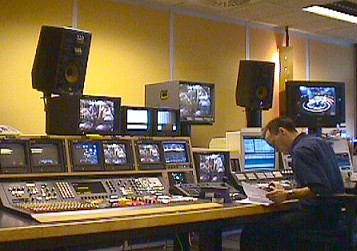
Кімната постпродукції

Постпродакшн або постпроду́кція[джерело?] (англ. Post-production) — етап кіновиробництва, на який припадає опрацювання відеоматеріалу після знімання фільму чи телепрограми, підготовка і виготовлення комп'ютерних об'єктів, редакція, монтаж, озвучування.

## Процес
Фази постпродукції:
- процесинг (хімічна обробка, проявка плівки) відзнятого кіноматеріалу
- оцифрування (дигіталізація) (англ. digitizing, capture) — переведення зображення у цифровий формат, для чого використовуються спеціальні сканери плівки.
- композитинг (суміщення) відзнятого матеріалу згідно з вказівками режисера, зокрема суміщення кіно-матеріалу з комп'ютерними статичними чи рухомими зображеннями
- синхронне озвучування готового кіно-матеріалу — додавання фонових голосів і шумів
- фінальний монтаж фільму у цифровому форматі
- кольорова корекція готового фільму, робота над вирівнюванням кольорів зображення в цілому
- переведення готового фільму з цифрового формату на кіноплівку

Пост-виробнича фаза створення фільму зазвичай займає більше часу, ніж фактична зйомка фільму і може зайняти кілька місяців, оскільки вона включає в себе повне редагування, корекцію кольору та додавання музики та звуку. Постпродукція зазвичай триває від 3 місяців до півроку. Процес редагування фільму також розглядається як другий напрямок, оскільки через пост-виробництво можна змінити намір фільму. Крім того, за допомогою інструментів класифікації кольорів та додавання музики та звуку, атмосфера фільму може стати більш впливовою. Наприклад, синьо-тонований фільм пов'язаний з холодною атмосферою, а вибір музики та звуку збільшує ефект показаних сцен для аудиторії.

## Телебачення
У телебаченні фази пост-виробництва включають: редагування відео, редагування звуку, вставка анімації та візуальних ефектів, перегляд та початок процесу провітрювання.

## Фотографія
Професійні пост-виробники зазвичай застосовують певний діапазон операцій з редагування зображень у форматі RAW, наданих фотографом або image-bank. Існує низка запатентованих, безкоштовних і відкритих вихідних програм, що працюють в діапазоні операційних систем, доступних для виконання цієї роботи.
Перша післяпродукція зазвичай вимагає завантаження сировинних зображень у пост-виробниче програмне забезпечення. Якщо є більше одного зображення, і вони належать до набору, пост-виробники намагаються вирівняти зображення перед їхнім завантаженням. Після цього, якщо це необхідно, наступним кроком буде зменшення об'єктів у зображеннях за допомогою інструменту для досконалого та чистого вирізання. Наступним етапом буде очищення зображення за допомогою інструментів, таких як healing tool, clone tool та patch tool.
Наступні етапи залежать від того, що замовив клієнт. Якщо це фото-монтаж, пост-виробники, як правило, починають збирати різні зображення в остаточний документ, і починають інтегрувати зображення з фоном.
У рекламі зазвичай вимагається збирання кількох зображень разом у фото-складі.

## Музика
Методи, які використовуються в музичному пост-виробництві, включають в себе підготовку, тимчасову корекцію, корекцію тону і додавання ефектів. Цей процес, як правило, називається мікшуванням і може також включати еквалізацію та налаштування рівнів динаміки кожної окремої доріжки, щоб забезпечити оптимальний звуковий баланс. Всупереч назві, пост-виробництво може відбуватися в будь-який момент в процесі підготовки звукозапису.

## Компанії пост-продукції
Постпродукцією займаються такі компанії:
- Ascent Media
- BBC Studios & Post Production
- Cinesite
- Company 3
- Digital Domain
- EFilm
- Framestore CFC
- Moving Picture Company
- Nice Shoes
- Park Road Post
- Technicolor
- Todd-AO
- Upstairs Miami
- UPP
- Warner Bros Motion Picture Imaging
- Z Production

та інші.